# Hallivillers
Hallivillers és un municipi francès situat al departament del Somme i a la regió dels Alts de França. L'any 2007 tenia 131 habitants.

## Demografia

### Població
El 2007 la població de fet de Hallivillers era de 131 persones. Hi havia 52 famílies de les quals 8 eren unipersonals (4 homes vivint sols i 4 dones vivint soles), 20 parelles sense fills, 20 parelles amb fills i 4 famílies monoparentals amb fills.
La població ha evolucionat segons el següent gràfic:
Habitants censats

### Habitatges

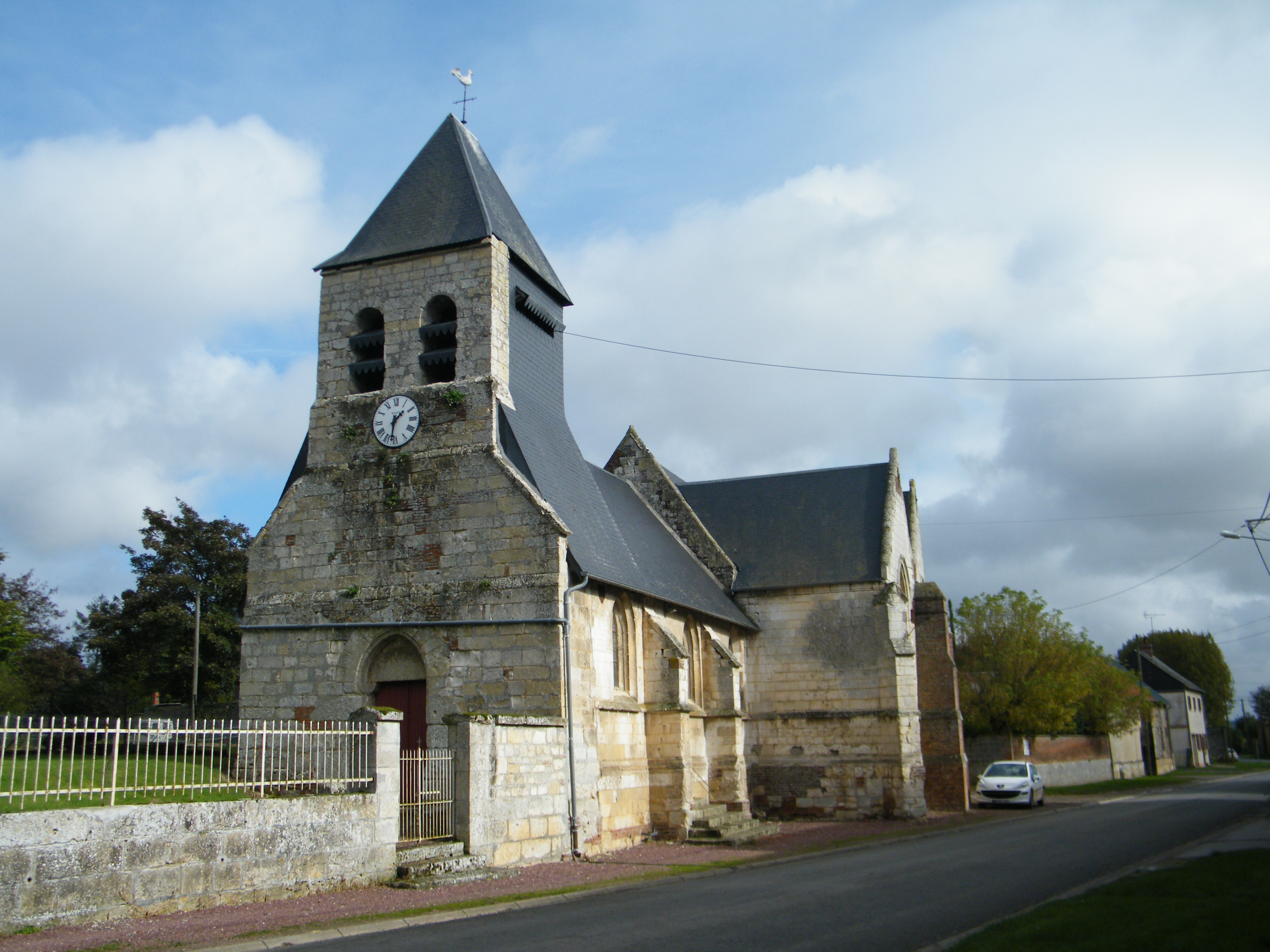

El 2007 hi havia 63 habitatges, 55 eren l'habitatge principal de la família, 5 eren segones residències i 3 estaven desocupats. Tots els 63 habitatges eren cases. Dels 55 habitatges principals, 52 estaven ocupats pels seus propietaris, 2 estaven llogats i ocupats pels llogaters i 1 estava cedit a títol gratuït; 2 tenien dues cambres, 4 en tenien tres, 18 en tenien quatre i 31 en tenien cinc o més. 44 habitatges disposaven pel capbaix d'una plaça de pàrquing. A 22 habitatges hi havia un automòbil i a 24 n'hi havia dos o més.

### Piràmide de població
La piràmide de població per edats i sexe el 2009 era:
| Homes | Edats   | Dones |
| ----- | ------- | ----- |
| 0     | 95 o +  | 0     |
| 0     | 90 a 94 | 0     |
| 0     | 85 a 89 | 0     |
| 0     | 80 a 84 | 0     |
| 0     | 75 a 79 | 0     |
| 0     | 70 a 74 | 0     |
| 8     | 65 a 69 | 12    |
| 4     | 60 a 64 | 12    |
| 8     | 55 a 59 | 0     |
| 4     | 50 a 54 | 8     |
| 0     | 45 a 49 | 0     |
| 4     | 40 a 44 | 0     |
| 8     | 35 a 39 | 0     |
| 8     | 30 a 34 | 4     |
| 0     | 25 a 29 | 4     |
| 4     | 20 a 24 | 4     |
| 4     | 15 a 19 | 0     |
| 4     | 10 a 14 | 0     |
| 0     | 5 a 9   | 0     |
| 0     | 0 a 4   | 4     |

## Economia
El 2007 la població en edat de treballar era de 79 persones, 66 eren actives i 13 eren inactives. De les 66 persones actives 63 estaven ocupades (31 homes i 32 dones) i 3 estaven aturades (2 homes i 1 dona). De les 13 persones inactives 6 estaven jubilades, 5 estaven estudiant i 2 estaven classificades com a «altres inactius».

### Ingressos
El 2009 a Hallivillers hi havia 56 unitats fiscals que integraven 141 persones, la mediana anual d'ingressos fiscals per persona era de 22.395 €.

### Activitats econòmiques
Dels 9 establiments que hi havia el 2007, 3 eren d'empreses de fabricació d'altres productes industrials, 3 d'empreses de construcció, 2 d'entitats de l'administració pública i 1 d'una empresa classificada com a «altres activitats de serveis».
Dels 3 establiments de servei als particulars que hi havia el 2009, 1 era un taller de reparació d'automòbils i de material agrícola i 2 fusteries.
L'any 2000 a Hallivillers hi havia 8 explotacions agrícoles que ocupaven un total de 520 hectàrees.

## Poblacions més properes
El següent diagrama mostra les poblacions més properes.